# آبشار ریوسی
آبشار ریوسی (به لاتین: Ryūsō Falls) یک آبشار در ژاپن است که در ایکدا، فوکوئی واقع شده‌است.